# Satocame GT
Satocame GT（サトカメ ジーティー）は、かつてRADiO BERRYで金曜の午後7時から放送されていた、ラジオ番組である。なお、番組タイトルは元気な（G）栃木の（T）ゴールデンタイムからとられたとの事である。

もともとは栃木放送で放送された「DJ GenkiのPOWER UP RADIO!」の企画がRADIO BERRYに移り、「Teen's Revolution」「GT」と続く流れを汲む番組であった。いずれの番組も地元のカメラ量販店「サトーカメラ」がスポンサーとなっている。
2012年8月放送分からリニューアル、メインパーソナリティーであったDJ Keiが降板したなど、出演者に変更があった。また、リニューアル前はRADIO BERRY本社スタジオB-HILLSからの生放送であったが、東京のスタジオでの録音番組となる。

## 放送時間
- 毎週金曜 19:00～19:55

## パーソナリティ
- 佐藤勝人
- 清水孝宏
- 東力士（from時雨）

※かつてはDJ Kei、クッキング戦士クックマン、佐藤悠介、上原チョーなどが出演していた。